# نینا مایرز
سارا کلارک در نقش نینا مایرز در سریال ۲۴ و در فصل‌های ۱ و ۲ و ۳ نقش آفرینی کرده‌است.

## نقش نینا مایرز در ۲۴

### فصل اول
در این فصل نینا دوست و همکار جک محسوب می‌شود و روابطی از قبل با جک داشته‌است، نینا در ابتدا جک را به CTU احضار می‌کند و به جک در انجام ماموریت‌ها و نجات خانواده‌اش کمک می‌کند، در آخر فصل مشخص می‌شود که نینا خائن است و با تروریست‌ها کار می‌کرده‌است و همسر جک تری باور را به قتل می‌رساند ولی در آخر جک او را دستگیر می‌کند.

### فصل دوم
در این فصل نینا اظهار می‌دارد که اطلاعاتی در مورد تروریست‌های عرب دارد و در عوض آن اطلاعات خواستار آزادی کامل با امضای رئیس‌جمهور است. وی در نهایت به شکل غیر معلومی به مقصودش می‌رسد.

### فصل سوم
در این فصل نینا برای گروهی مافیایی کار می‌کند که در آخر توسط جک دستگیر می‌شود و به CTU منتقل می‌شود که در آخر هنگامی که می‌خواهد از CTU فرار کند به دست جک کشته می‌شود.